# Charleville (Marna)
Charleville, la cui traduzione in italiano è Carlovilla, è un comune francese di 265 abitanti situato nel dipartimento della Marna nella regione del Grand Est.

## Società

### Evoluzione demografica
Abitanti censiti